# Plougras
Plougras é uma comuna francesa na região administrativa da Bretanha, no departamento Côtes-d'Armor. Estende-se por uma área de 26,21 km². Em 2010 a comuna tinha 425 habitantes (densidade: 16,2 hab./km²).